# Undergrounded Universe
Undergrounded Universe släpptes den 4 februari 2009 och är debutalbumet av det svenska bandet Renegade Five. Från albumet släpptes fem singlar, Shadows, Love Will Remain, Running in Your Veins, Darkest Age och Save My Soul.
Albumet innehåller också en cover av Set My Heart on Fire, som tidigare spelats in av Da Buzz.
Albumet blev som bäst åtta på Sverigetopplistan.

## Låtlista
1. "Memories" - 3:31
2. "Running in Your Veins" - 3:16
3. "Darkest Age" - 4:12
4. "Save My Soul" - 3:52
5. "Shadows" - 3:47
6. "Stand for Your Rights" - 3:40
7. "Love Will Remain" - 3:48
8. "Loosing Your Senses" - 3:27
9. "When You're Gone" - 3:25
10. "Seven Days" - 3:44
11. "Too Far Away" - 3:08
12. "Set My Heart on Fire" - 4:13

## Bandmedlemmar
- Per Nylin - sång
- Per Lidén - gitarr
- Håkan Fredriksson - keyboard
- Harry Kjövik - bas
- Peter Damin - trummor